# Pinduoduo
Pinduoduo Inc. или PDD (кит. трад. 拼多多, палл. Пиньдодо) — китайская компания электронной коммерции (один из крупнейших маркетплейсов и онлайн-дискаунтеров мира). Основана в 2015 году, штаб-квартира расположена в Шанхае. Входит в число крупнейших публичных компаний страны (в рейтинге Forbes Global 2000 за 2022 год заняла 582-е место в мире). Основатель Pinduoduo Хуан Чжэн (он же Колин Хуан) входит в число богатейших миллиардеров Китая. 

## История
Компанию Pinduoduo (PDD) основали в апреле 2015 года бизнесмены Цай Хуалинь, Хуан Чжэн и Лэй Чэнь, которые создали платформу для прямой связи фермеров с конечными потребителями через покупки в социальной сети. В июле 2018 года Pinduoduo вышла на американскую биржу NASDAQ и привлекла в ходе IPO 1,6 млрд долларов США. 
По состоянию на 2019 год у Pinduoduo было более 585 млн активных покупателей (для сравнения: у Alibaba было 711 млн, а у JD.com — 362 млн). В июле 2020 года CEO компании стал Лэй Чэнь, а бывший CEO Хуан Чжэн остался председателем правления. 
Осенью 2020 года число активных пользователей платформы Pinduoduo превысило 730 млн человек, а валовый объём товаров на PDD достиг почти 1,5 трлн юаней (214,7 млрд долларов США). В декабре 2020 года компания в дополнение к платёжным сервисам WeChat Pay и Alipay, через которые можно оплачивать товары и услуги на платформе PDD, запустила собственный платежный канал Duoduo Zhifu (Duoduo Pay). Весной 2021 года по числу активных пользователей Pinduoduo (788 млн) впервые обогнала онлайн-платформы гиганта Alibaba Group (779 млн). 
По итогам 2021 года валовая стоимость товаров, проданных на Pinduoduo, составила 2,44 трлн юаней (383 млрд долларов США). По состоянию на август 2022 года Pinduoduo имела более 880 млн активных пользователей; 16 млн китайских фермеров поставили свои фрукты и овощи клиентам через сайт (в 2020 году их насчитывалось 12 млн).
В сентябре 2022 года PDD Holdings запустил в США дочерний маркетплейс низких цен Temu (штаб-квартира в Бостоне). В марте 2023 года платформа Temu начала работать в Австралии и Новой Зеландии.

## Деятельность
Платформа электронной коммерции Pinduoduo входит в пятёрку ведущих маркетплейсов Китая (наряду с платформами Alibaba Group, JD.com, Vipshop и Meituan). Если сервисы Alibaba и JD.com доминируют в больших городах, то Pinduoduo лидирует в небольших городах и сельской местности. Pinduoduo продаёт через систему купонных распродаж упакованные продукты питания и напитки, свежие продукты, цветы, одежду, обувь, сумки, зонты, товары для матери и ребенка, бытовую электронику, умные гаджеты, мебель и товары для дома, косметику и другие предметы личной гигиены, спортивные товары, автомобильные аксессуары.
Основные доходы Pinduoduo получает за счёт комиссии от продаж и рекламы на своей платформе. К платформе Pinduoduo можно получить доступ через сервис обмена сообщениями WeChat и там же совершать платежи за покупки (кроме WeChat Pay другими платёжными системами платформы являются QQ Wallet, Alipay, Apple Pay и Duoduo Pay). Часть логистики, продаж и послепродажного обслуживания Pinduoduo осуществляет через розничную и сервисную сеть компании GOME.
Кроме того, Pinduoduo занимается аграрными технологиями и логистическими операциями через сеть собственных дистрибьюторских центров и районных продуктовых складов, инвестирует в «умные» фермы и теплицы (проект Duo Duo Farms), обучает крестьян онлайн-продажам, проводит маркетинговые исследования сельскохозяйственного рынка. По итогам 2021 года основные продажи пришлись на услуги онлайн-маркетинга (77,2 %), транзакционные услуги (15,1 %) и мерчандайзинг (7,7 %).
Дополнительные направления деятельности:
- Duo Duo Pay (платёжные услуги)
- Duo Duo Farms (развитие «умных ферм»)
- Duo Duo Grocery (сервис покупки продуктов)

## Акционеры
С момента основания Pinduoduo стратегическим инвестором компании был Tencent. По состоянию на 2022 год крупнейшими институциональными акционерами Pinduoduo являются Baillie Gifford (2,23 %), Fidelity Management & Research (1,29 %), BlackRock Fund Advisors (1,18 %) и The Vanguard Group (0,87 %).

## Кибербезопасность
Согласно исследованиям в области кибербезопасности, приложение «Пиньдодо» может обходить системы безопасности смартфонов, отслеживать активность других приложений, читать личные сообщения и изменять настройки. В 2020 году компания создала команду из примерно 100 разработчиков для поиска уязвимостей в телефонах Android — предположительно, для получения прибыли. После появления в конце февраля 2023 года первых отчётов о malware, Pinduoduo в марте 2023 года выпустила обновление, удалившее эксплойты, и распустила команду разработчиков.